# Mark Tewksbury
Marcus "Mark" Tewksbury, född 7 februari 1968 i Calgary, Alberta, Kanada, är en före detta kanadensisk simmare som blev olympisk guldmedaljör på 100 meter ryggsim vid OS i Barcelona 1992.

### Fotnoter
1. ↑  läs online, www.gg.ca .[källa från Wikidata]
2. ↑  ”Mark Tewksbury Bio, Stats, and Results - Olympics at Sports.reference.com”. sportsreference.com. Sportsreference. Arkiverad från originalet den 15 juli 2011. https://web.archive.org/web/20110715010539/http://www.sports-reference.com/olympics/athletes/te/mark-tewksbury-1.html. Läst 7 oktober 2015.